# Didier De Vooght
Didier De Vooght (Wilrijk, 15 oktober 1973) is een voormalig Belgische golfprofessional.

## Levensloop
Reeds in 1988 verdiende hij een plaats in het Nationale jeugdteam, en speelde in 1990 o.a. in het British Boys Championship. Vervolgens gaat De Vooght in 1994 voor vier jaren naar Columbus University in Ohio, alwaar hij in het universiteitsteam kwam. In 1995 en 1997 speelde hij in het EK voor landenteams. Daar hij in 1997 het Europees Kampioenschap voor Amateurs wint, mag hij ook meedoen aan het Brits Open. Hij haalde daar de cut en werd uiteindelijk 64ste. In 1998 kwam hij definitief terug uit Amerika. Zijn eerste wedstrijd in België was de NK Strokeplay. Hij won deze en besloot professional te worden.
Sinds 1998 speelde De Vooght op de Europese Challenge Tour. Ook had hij in 2000 en 2002 een tourkaart voor de Europese PGA Tour gehaald. Hij behaalde eenmaal een overwinning op de Challenge Tour. Eind 2009 kondigde hij aan een punt te zetten achter zijn carrière.
Hij is woonachtig te Kalmthout en verbonden aan de Cleydaal Golf Club.

## Palmares
Amateurs
- 1992: NK Matchplay Amateurs
- 1993: NK Strokeplay Amateurs
- 1995: Dutch Junior Open
- 1997: Europees Kampioenschap Amateurs
- 1998: NK Strokeplay Amateurs

Profs
- 2002: Fortis Bank Challenge Open.